# Shamshiadad III
Shamshi-Adad III, rey asirio del Imperio Antiguo (1564 a. C. - 1549 a. C.).
Sobrino y sucesor de Ishme-Dagan II. Reconstruyó los dos zigurat del templo de Anu y Adad. Se han encontrado algunos rastros arqueológicos de su reinado.
Fue derrocado por su primo Assur-nirari I, el hijo de Ishme-Dagan.
| Predecesor: Ishme-Dagan II | Rey de Asiria 1564-1549 a. C. | Sucesor: Assur-nirari I |